# Hydrophoria inuncta
Hydrophoria inuncta är en tvåvingeart som först beskrevs av Zetterstedt 1838.  Hydrophoria inuncta ingår i släktet Hydrophoria och familjen blomsterflugor.
Artens utbredningsområde är Sverige. Inga underarter finns listade i Catalogue of Life.